# Joseph I. (Portugal)

Joseph I.

Das Wappen Könige Portugals von Johann II. bis Manuel II.

Joseph I. von Portugal (auch Joseph der Reformator genannt, geboren als José Francisco António Inácio Norberto Agostinho de Bragança, * 6. Juni 1714 in Lissabon; † 24. Februar 1777 ebenda) war von 1750 bis 1777 König von Portugal aus dem Hause Braganza.

## Frühe Lebensjahre und Hochzeit
Joseph war das dritte Kind von König Johann V. von Portugal und seiner Frau Maria Anna von Österreich. Joseph hatte einen älteren Bruder Pedro, eine ältere Schwester Barbara und drei jüngere Brüder. Nach dem Tod seines älteren Bruders, der 1714 im Alter von zwei Jahren starb, wurde Joseph Prinz von Brasilien als Erbe des Königs und Herzog von Braganza.
Am 19. Januar 1729 heiratete Joseph die spanische Infantin Maria Anna Viktoria von Spanien, die Tochter von Philipp V. von Spanien und Elisabeth Farnese, und seine ältere Schwester Barbara von Portugal heiratete den zukünftigen Ferdinand VI. von Spanien in einer Zeremonie, die als Austausch der Prinzessinnen bekannt wurde. Maria Anna Viktoria liebte Musik und Jagd,  genau wie ihr Ehemann, aber sie war auch eine ernsthafte Frau, die die Liebesbeziehungen des Königs missbilligte. Während der Regierungszeit seines Vaters kritisierte er dessen Verschwendungssucht und die Unterstützung der Inquisition.

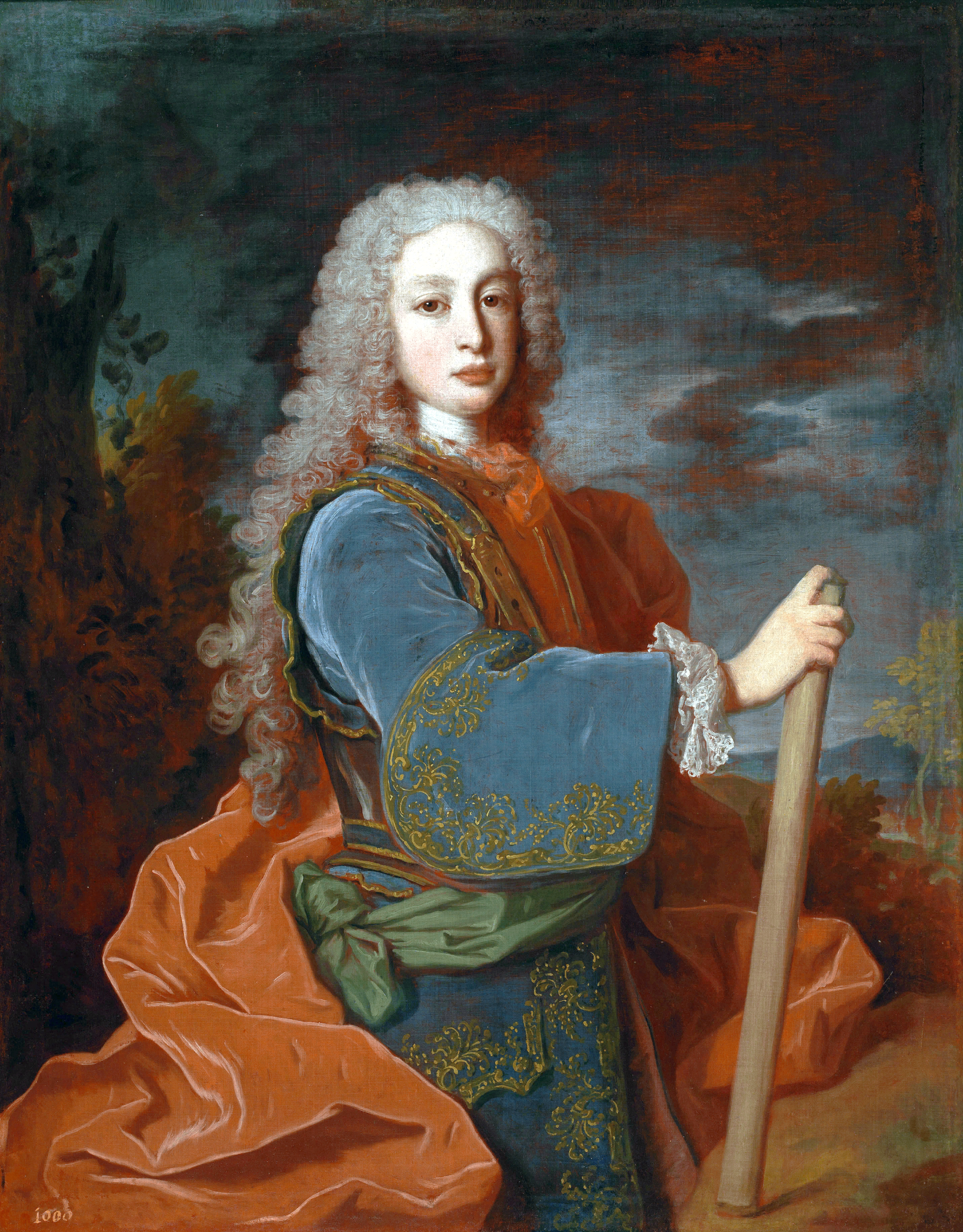
Infant Joseph, Prinz von Brasilien, zukünftiger König von Portugal; Jean Ranc, 1729.
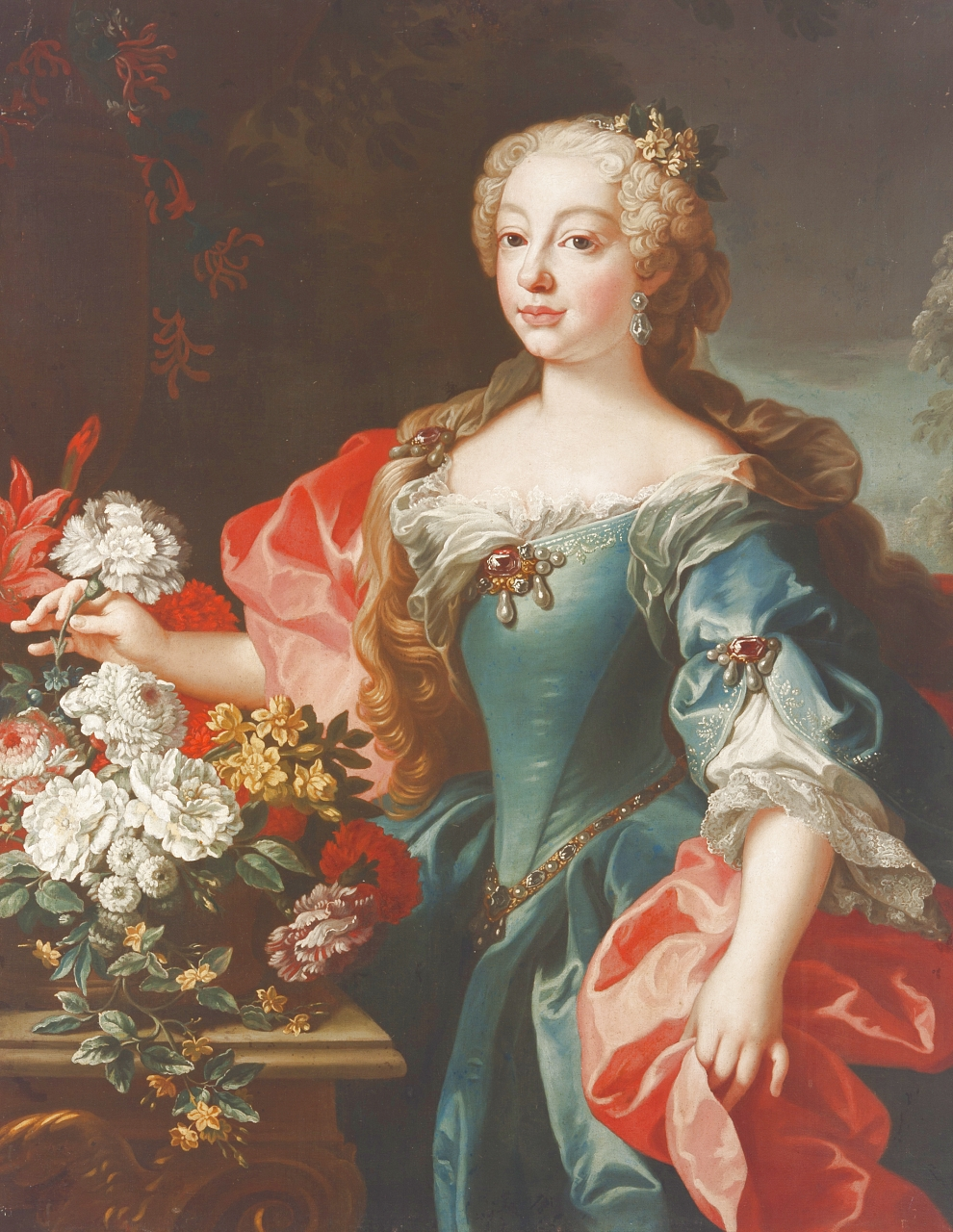
Mariana Vitória de Bourbon e Farnese; zukünftige Königin von Portugal Schloss Caserta.
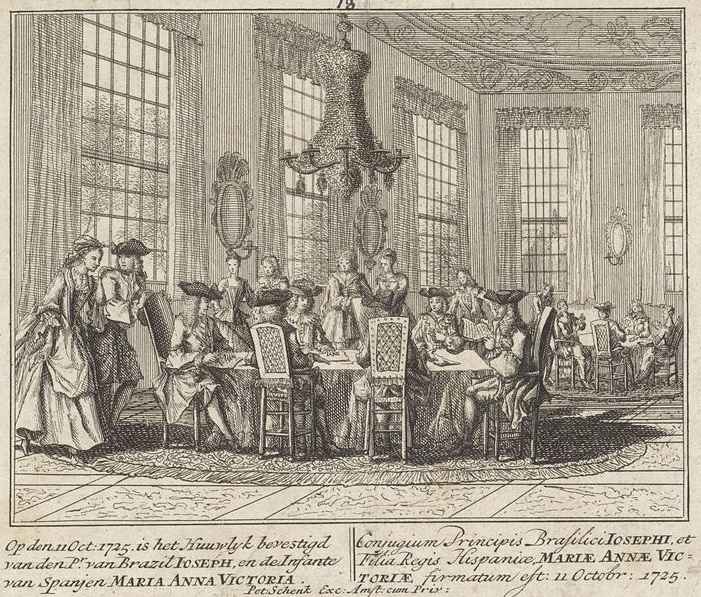
Die Ehe zwischen Joseph I. und Maria Anna Viktoria von Spanien; Pieter Schank, 1727.

## Regierung
Als Joseph nach dem Tode seines Vaters 1750 mit 36 Jahren den Thron bestieg, berief er deshalb Adlige in seinen Beraterkreis, die in Opposition zu seinem Vater gestanden hatten, darunter Sebastião José de Carvalho e Melo, der 1769 zum Marquês de Pombal ernannt wurde.
Joseph war als Herrscher mehr an seinen Bauten, der Kirche und der Oper als an den Regierungsgeschäften interessiert. Nach seiner Thronbesteigung vergrößerte der spätere Marquês de Pombal deshalb schnell seinen politischen Einfluss und stieg zu einer Art Regierungschef auf; kurz darauf wurde er zum Außenminister ernannt.

### Erdbeben von Lissabon

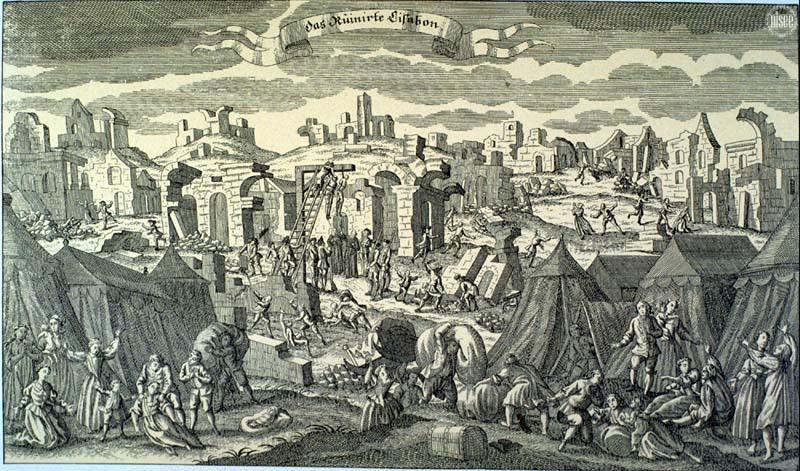
„Das Ruinierte Lissabon“, deutscher Kupferstich von 1755, im Vordergrund die Zeltstadt und der Wiederaufbau, im Hintergrund Chaos und Ruinen.

Am 1. November 1755 zerstörte das verheerende Erdbeben von Lissabon die Hauptstadt fast vollständig. Die königliche Bibliothek (heute Biblioteca da Ajuda) mit über 70.000 Büchern und Malereien von Tizian, Rubens und Correggio befanden sich im königlichen Stadtschloss Paço da Ribeira. Die Casa da Índia, Zentralbehörde für die Verwaltung fast aller Territorien in Übersee, die Münze, alles war zerstört. Außenminister José de Carvalho e Melo organisierte den Wiederaufbau und wurde 1756 zum Ersten Minister ernannt. In den nachfolgenden Jahren schuf er den Grundstein für das Eintreten Portugals in die Moderne. Anstelle des klerikalen Königreiches setzte der Marquês de Pombal einen aufgeklärten Absolutismus. Dies brachte ihm schnell den Widerstand der Kirche ein, Jesuiten predigten, das Erdbeben sei die „Strafe Gottes“ für seine Reformen.

### Attentat
Am 3. September 1758 kam es zu einem Attentat auf Joseph. Der König war auf dem Heimweg nach Ajuda, wo er in einer Zeltstadt residierte, da sein Schloss bei dem Erdbeben von 1755 zerstört wurde. Er kam von einem Schäferstündchen mit seiner Mätresse und war daher ohne Eskorte. Auf dem Weg nach Ajuda wurde er überfallen und angeschossen. Die Täter wurden gefasst und gestanden unter der Folter, von den Tavoras beauftragt worden zu sein. Die Familie Tavora waren Mitglieder des Hochadels und standen in scharfer Opposition zum Marquês de Pombal. Pombal nutzte die Gelegenheit, um die gesamte Familie des Hochverrats anzuklagen. Sogar der Lehrer von Leonora de Tavora, der Jesuitenmönch Gabriel Malagrida, wurde verhaftet und später auf dem Scheiterhaufen verbrannt. Am 13. Januar 1759 wurde fast die gesamte Familie, außerdem ihr angeblicher Mitverschwörer, der Herzog von Aveiro (mehr Details dort), exekutiert, ihr Besitz konfisziert und ihr Name aus dem Adelsverzeichnis gestrichen. Nur der Königin war es zu verdanken, dass nicht alle Tavoras getötet wurden. Die Schuld oder Unschuld der Távoras wird noch heute von portugiesischen Historikern diskutiert.
Die Rivalität zwischen den Häusern Aveiro und Bragança bestand seit Jahrhunderten und verschärfte sich nach der Restauration im Jahr 1640, als der 8. Herzog von Bragança (Titel gegründet 1442) als D. João IV. aus dem Haus Bragança zum König von Portugal gewählt wurde. Hätte D. João III. die Nachfolge des Herzogtums Coimbra (gegründet 1415) in der Linie der Lencastres anstelle der Gründung des neuen Herzogtums Aveiro (gegründet 1547) genehmigt, hätte sich der José de Mascarenhas da Silva e Lencastre, Herzog von Aveiro der Königswahl gestellt mit dem ältesten Titel. Die Távoras wurden Verurteilung und am 13. Januar 1759 wurde fast die gesamte Familie Tavora exekutiert, ihr Besitz konfisziert und ihr Name aus dem Adelsverzeichnis gestrichen.
Mit der Auslöschung der Távoras und der Ausweisung der Jesuiten verschwanden auch die Feinde von Sebastião de Melo und der Adel wurde dominiert. Sebastião de Melo wurde für sein kompetentes Handeln in der Angelegenheit zum Conde von Oeiras ernannt. In Oeiras wurde im Jahr 1770 die erste Industrie- und Landwirtschaftsmesse Portugals abhalten, möglicherweise die erste Europas; und dort entstand im 20. Jhrt. der Taguspark, einer der führenden Technologie-Parks Europas.

### Marquês de Pombal

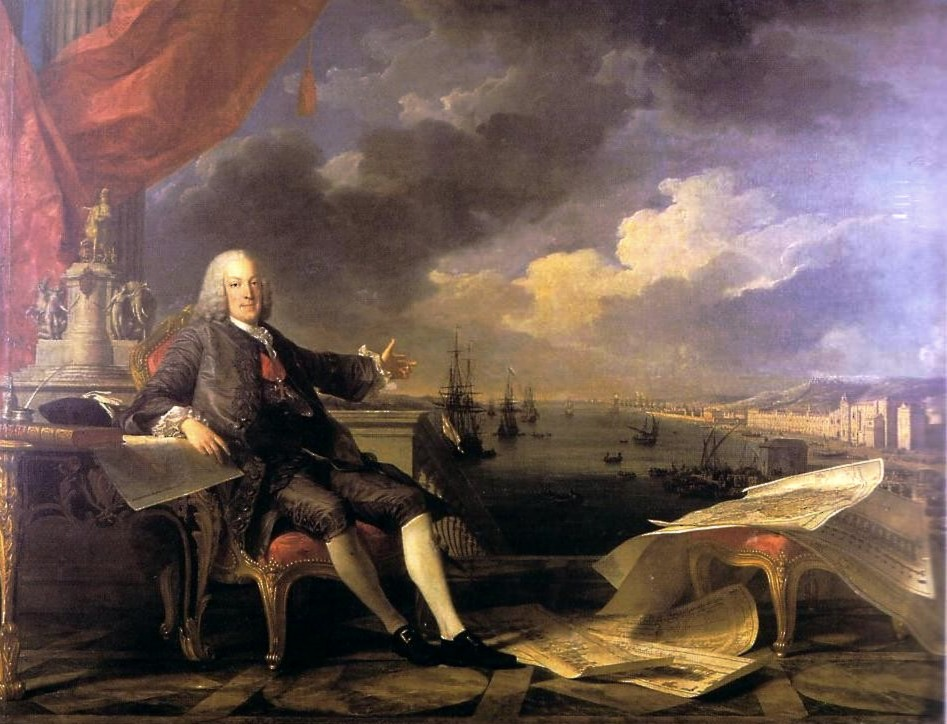
Marquês de Pombal – „Ausweisung der Jesuiten“ von Louis-Michel van Loo und Claude-Joseph Vernet, 1766, Museu da Cidade de Lisboa

1759 wurde der Jesuitenorden in Portugal und Brasilien aufgelöst. Pombal schaffte 1761 die Sklaverei in Portugal (nicht in Brasilien) ab, sämtliche noch bestehenden rechtlichen Diskriminierungen gegen die Neuchristen (also die getauften Juden) wurden aufgehoben, die Zensur wurde von der Kirche auf den Staat übertragen, die Inquisition der Aufsicht des Staates unterstellt. An der Universität wurde eine naturwissenschaftliche Fakultät gegründet, ein staatliches Schulwesen wurde geschaffen, die Indianer in Brasilien emanzipiert. Unter der Oberaufsicht des Grafen Wilhelm von Schaumburg-Lippe wurde das portugiesische Heer reformiert. Marquês de Pombal sorgte dafür, dass verstärkt portugiesische Siedler in Brasilien angesiedelt wurden und förderte den Brasilienhandel durch die Gründung von Handelsgesellschaften, darunter der Ostindischen Kompanie. Sowohl die Landwirtschaft als auch der Handel erlebten in dieser Zeit einen Aufschwung, die finanzielle Lage des Staates verbesserte sich erheblich, das Außenhandelsdefizit mit England wurde ausgeglichen.

### Sieg gegen Spanien und Frankreich
Joseph war mit einer spanischen Bourbonenprinzessin verheiratet. Trotzdem war er nicht bereit, England, den traditionellen Verbündeten Portugals, im Stich zu lassen, und dem spanisch-französischen anti-britischen Bündnis beizutreten. Spanische Truppen fielen daraufhin 1762 in Portugal ein, Spanien musste aber bereits 1763 Frieden schließen und Portugal wieder verlassen. Die letzten drei Jahre seiner Herrschaft führte die Königin die Regentschaft für den erkrankten König.

### Vermächtnis und Tod
Das Erdbeben von 1755 verursachte bei Joseph einen schweren Fall von Klaustrophobie, und er fühlte sich nie wieder wohl in einem ummauerten Gebäude. Infolgedessen verlegte er den königlichen Hof vom Paço da Ribeira an der Tejomündung – nach Erdbeben und Tsunami komplett zerstört – in einen ausgedehnten Zeltkomplex, später ein Holzgebäude, auf den Anhöhen des Viertels Ajuda, das unter dem Namen Real Barraca oder Paço de Madeira bekannt wurde. Dieser wurde 1794 durch einen Brand zerstört und an dem Platz wurde Paço Ajuda errichtet. Das Projekt für den Königspalast im Viertel Campo de Ourique war ein ehrgeiziger Palastkomplex, aber später aufgrund mangelnder Impulse der Königsfamilie und einer Priorisierung anderer Wiederaufbaumaßnahmen aufgegeben wurde.
Joseph hatte keinen direkten männlichen Erben und stand deshalb vor der Wahl, entweder die weibliche Thronfolge zu ermöglichen, dann wäre seine Tochter Maria ihm auf den Thron gefolgt, oder an der männlichen Thronfolge festzuhalten, dann wäre sein jüngerer Bruder, Peter, als nächster in der Thronfolge berufen. Das Dilemma wurde dadurch gelöst, dass Joseph seinen Bruder mit seiner Tochter verheiratete. Mit Josephs Tod am 24. Februar 1777 ging der Thron somit auf seine Tochter Maria I. und seinen Bruder / Schwiegersohn Peter III. über und diese bestiegen somit gemeinsam den Thron. Pombals eiserne Herrschaft wurde damit beendet, weil Maria ihn nicht mochte, da sie stark vom alten portugiesischen Adel beeinflusst worden war, der sich den Reformen Pombals stark widersetzte.

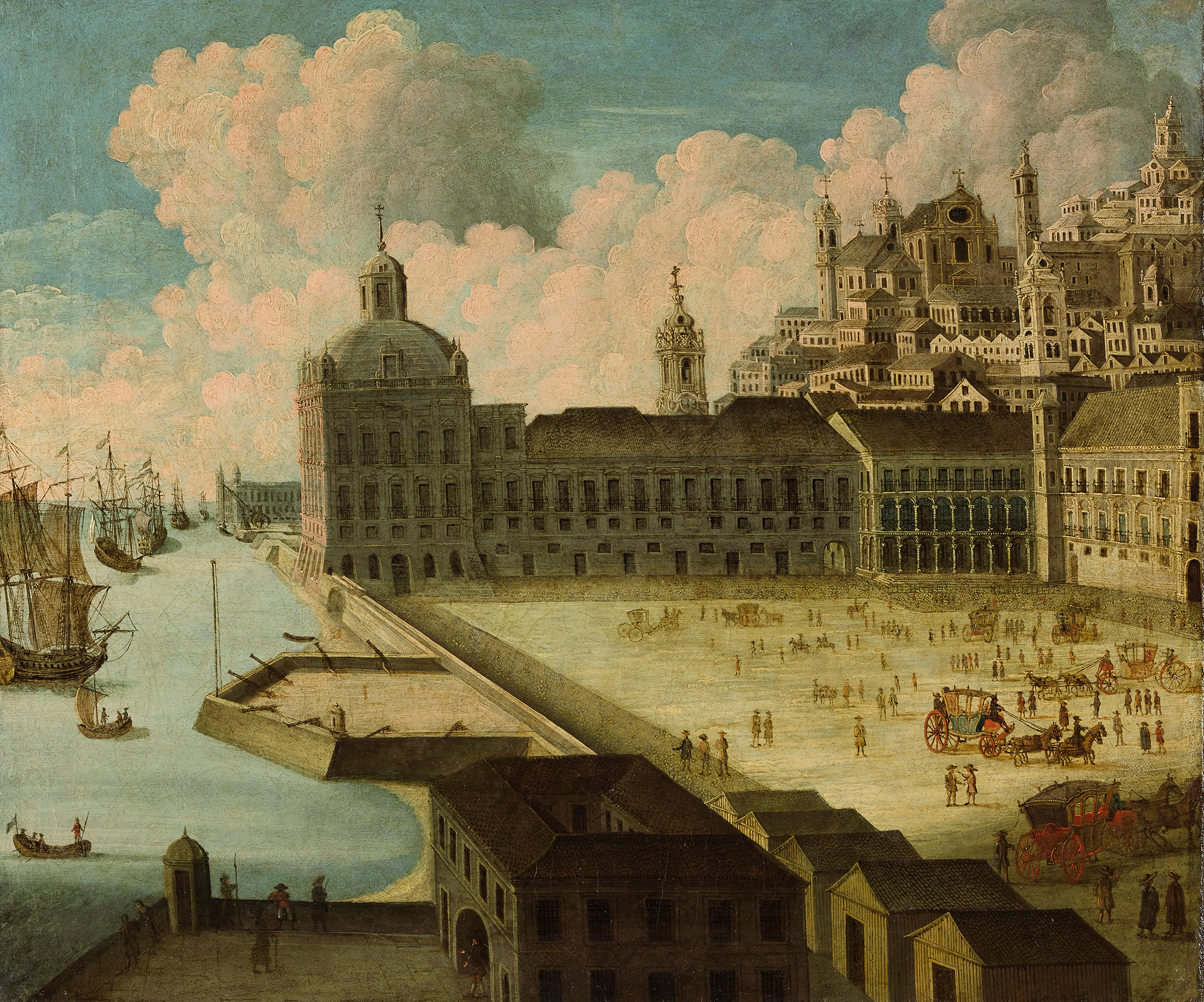
Paço da Ribeira vor dem Erdbeben von 1755
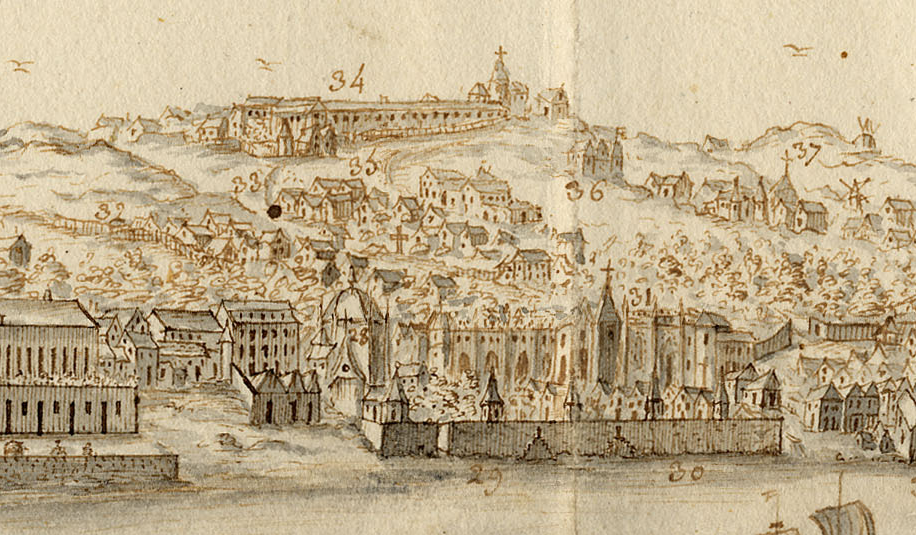
Paço de Madeira auf den Hügeln Ajudas, Panoramaansicht Lissabons aus dem Jahr 1763, (Biblioteca Nacional de Portugal)

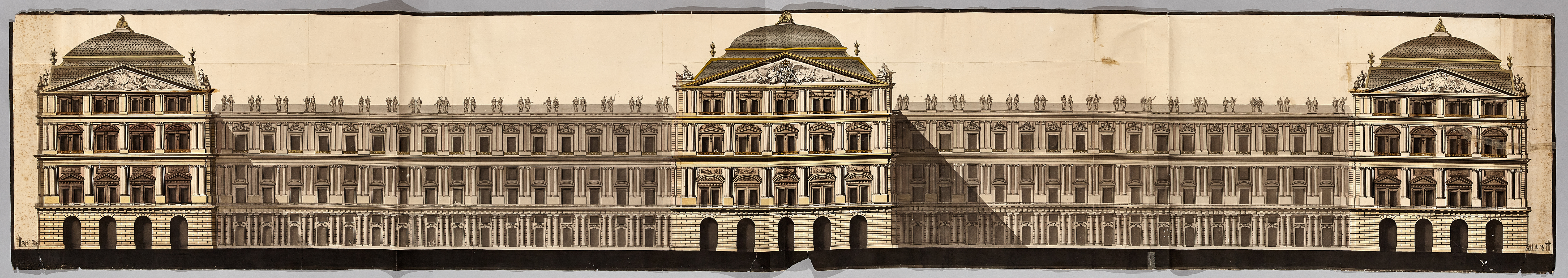
Architekturzeichnung für den Königspalast im Campo de Ourique
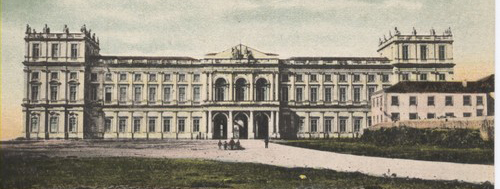
Der Paço da Ajuda in Lissabon

## Familie
Joseph heiratete 1729 Maria Anna Viktoria von Spanien (1718–1781), eine Tochter König Philipps V. von Spanien und der Elisabeth (Isabel) Farnese, Prinzessin von Parma.
Mit ihr hatte er folgende Töchter:
- Maria I. (* 17. Dezember 1734; † 20. März 1816), ⚭ 1760 mit Peter III.
- Maria Anna Franziska Josepha Antonia Gertrud Rita Johanna (* 7. Oktober 1736; † 16. Mai 1813)
- Maria Franziska Dorothea Josepha Antonia Gertrud Rita Johanna Ephigenia (* 21. September 1739; † 14. Januar 1771)
- Maria Franziska (* 25. Juli 1746; † 18. August 1829)